# Шерон Симпсон
Шерон Симпсон (енгл. Sherone Simpson; парохија Манчестер, 12. август 1984) је јамајканска атлетичарка. На Олимпијским играма у Атини у штафети 4 x 100 m освојила је златну медаљу са Тејном Лоренс, Ејлин Бејли и Вероником Кембел. Трчала је у другој измени.

## Важнији резултати
- Олимпијске игре
  - Атина 2004.
    - злато штафета 4 х 100 m - 41,73 (Тејна Лоренс, Шерон Симпсон, Ејлин Бејли, Вероника Кембел)
    - 6. место 100 m. - 11,07
- Светско првенство у атлетици
  - Хелсинки 2005.
    - сребро штафета 4 x 100 m - 41,99 (Данијела Браунинг, Шерон Симпсон, Ејлин Бејли, Вероника Кембел)
    - 6. место 100 m - 11,09
- Игре Комонвелта
  - Мелбурн 2000.
    - злато 200 m - 22,59
    - злато штафета 4 х 100 m - 43,10 (Данијела Браунинг, Шери-Ен Брукс, Пита Дауди, Шерон Симпсон)

## Лични рекорди
(стање 5. септембар 2011)
| Дисциплина | Време | Место, Држава     | Датум            |
| 100 м      | 10,82 | Кингстон, Јамајка | 24. јун 2006.    |
| 200 м      | 22,00 | Кингстон, Јамајка | 25. јун 2006.    |
|            | 22,00 | Стокхолм, Шведска | 25. јул 2006.    |
| 400 м      | 52,21 | Кингстон, Јамајка | 26. јануар 2008. |